# Pilea elegans
Pilea elegans là loài thực vật có hoa trong họ Tầm ma. Loài này được Gay miêu tả khoa học đầu tiên năm 1851.